# Fatalne jaja (film)
Fatalne jaja (ros. Роковые яйца) – rosyjsko-czeski komediodramat z 1995 roku w reżyserii Siergieja Łomkina, zrealizowany na motywach opowiadania Michaiła Bułhakowa pod tym samym tytułem.

## Fabuła
Akcja filmu rozgrywa się w Związku Radzieckim, w roku 1928. Na ziemię przybywa Woland, wraz ze swoją świtą. Na swoją ofiarę wybierają profesora Persikowa, który otrzymuje do ręki tajemniczą substancję, powodującą nagły wzrost organizmów żywych. Funkcjonariusze GPU odwiedzają profesora, konfiskując jego aparaturę. Profesor zostaje wysłany do eksperymentalnego kołchozu, gdzie ma za zadanie zwiększyć pogłowie kur. W ślad za nim podąża wysłany przez Wolanda kot Behemot, który zamienia jaja, z których miały wykluć się kury.

## Obsada
- Michaił Kozakow jako Woland
- Oleg Jankowski jako profesor Persikow
- Andriej Tołubiejew jako Aleksandr Rokk
- Roman Madianow jako Behemot
- Nina Usatowa jako Mania
- Tatiana Krawczenko jako Marija
- Jurij Szerstniow jako naczelnik GPU
- Wiktor Pawłow jako agent
- Siergiej Garmasz jako Wasia
- Zoja Buriak
- Siemion Farada
- Jurij Kuzniecow